# Perccottus glenii
Амурски спавач или кинески спавач (лат. Perccottus glenii Dybowski, 1877) је риба из фамилије Odontobutidae. Пореклом је из слива реке Амур. Воли стајаћице и тресетишта. Једе животиње, укључујући млађ других риба. 

## Опис
Слатководна риба дужине до 25 cm. Карактерише се облим, робустним телом, великим устима. Вилични зглоб налази се испод ока, доња вилица избочена. Поседује каниформне зубе. Поседује два дорзална пераја. Дорзалних тврдих зрака 6-8, меких 9-11. Цело тело је прекривено крљуштима тамне зелене до браон боје у зависности од карактеристике речног муља. Тело је прекривено тамним мрљама. 
Полни диморфизам је присутан, али није приметан ван сезоне парења. Дорзална пераја мужјака су већа него код женки. Вентрална пераја су краћа и тамнија код мужјака. Током сезоне парења се уочавају значајније разлике. Мужјаци су знатно тамнији од женки, понекад пак и потпуно црни са плаво-зеленим мрљама и поседују израслину на глави.

## Распрострањење
Изворно подручје налази се у северо-источној Кини, на северу ДНРК (Северна Кореја) и на источном делу Русије. Укључује басен реке Амур. У северним регионима се налази у реци Уда и басену реке Тугур и на југу у рекама које се уливају у Јапанско море. Врста је инвазивна у Евроазији. Забележена је у Русији, Летонији, Литванији, Естонији, Молдавији, Монголији, Пољској, Мађарској, Словачкој, Румунији, Бугарској, Србији и Хрватској.

## Станиште
Лимнофилна врста. Насељава слатководне канале и рибњаке. Живи у литоралној зони. Преферира стајаће воде са густом акватичном вегетацијом и са великом количином муља. Избегава главне токове и може да толерише низак ниво кисеоника у води.

## Биологија
Ова врста је прождрљив предатор. Храни се већином бескичмењацима, мањом рибом и пуноглавцима. У мањим водама се дешава да ова врста истреби остале рибе или водоземце. Полаже јаја након три године живота, од маја до јуна. Јаја су издужена (3.8 x 1.3 mm) са лепљивим филаментима којима се причвршћују за корење, лишће и др. Мужјаци се брину о младима.

## Синоними
- , 1877;
- , 1887;
- , 1887.